# Электрический однооборотный исполнительный механизм
Электрический однооборотный исполнительный механизм (сокращённо — МЭО) — электромеханическая система, предназначенная для приведения в действие запорно-регулирующей трубопроводной арматуры в системах автоматического регулирования технологическими процессами, в соответствии с командными сигналами регулирующих и управляющих устройств.

## Принцип работы исполнительных механизмов
Принцип работы исполнительных механизмов заключается в преобразовании электрической энергии во вращательное перемещение выходного вала в соответствии с командными сигналами, поступающими от автоматических регулирующих и управляющих устройств и командами со щитов управления.
Исполнительные механизмы устанавливаются непосредственно вблизи регулирующих устройств и жестко связаны с ними посредством тяг и рычагов(МЭО)  либо устанавливаются непосредственно на трубопроводную арматуру и соединяются с валом регулирующего органа посредством переходной муфты(МЭОФ).
Исполнительные механизмы работают в системах автоматического регулирования (с датчиком обратной связи — блоком сигнализации положения выходного вала) и в режиме ручного управления (без датчиков обратной связи — с блоком концевых выключателей). Рабочее положение механизмов - любое, определяемое положением регулирующего органа трубопроводной арматуры или приводного устройства.

## Типы исполнительных механизмов
- Однооборотный
- Однооборотный фланцевый
- Многооборотный МЭМ
- Прямоходный

## Функции исполнительных механизмов
- Дистанционное или ручное открытие и закрытия арматуры;
- Информирование о степени открытия (закрытия) арматуры при помощи указателя;
- Позиционирование выходного рабочего органа арматуры в любом положении;
- Формирование дискретного сигнала о любых положениях рабочего органа арматуры;
- Защита от перегрузки по моменту, току, времени работы, превышению температуры двигателя

## Условное обозначение
МЭО(1) — ХХХ(2)/ХХХ(3)-X(4)-Х(5)-ХХ(6) Х(7)
1. Тип исполнительного механизма
- МЭО — однооборотный
- МЭОФ — одно-оборотный фланцевый

2. Номинальный крутящий момент на выходном валу, Н*м

3. Номинальное время полного хода выходного вала, с

4. Номинальный полный ход выходного вала, обороты

5. Тип блока сигнализации положения выходного вала (датчика):
- Р — реостатный БСПР-10,
- И — индуктивный БСПИ-10,
- У — токовый БСПТ-10,
- М — блок концевых выключателей БКВ

6. Год разработки
7. Исполнение
- К — 3-х фазное напряжение питания,
- А — исполнение для АЭС,
- IIВТ4 — взрывозащищенное исполнение,
- М — исполнение без датчика положения выходного вала с блоком концевых выключателей,
- Б — исполнение с токовым датчиком и встроенным блоком питания БП